# Jules Pierre Rambur

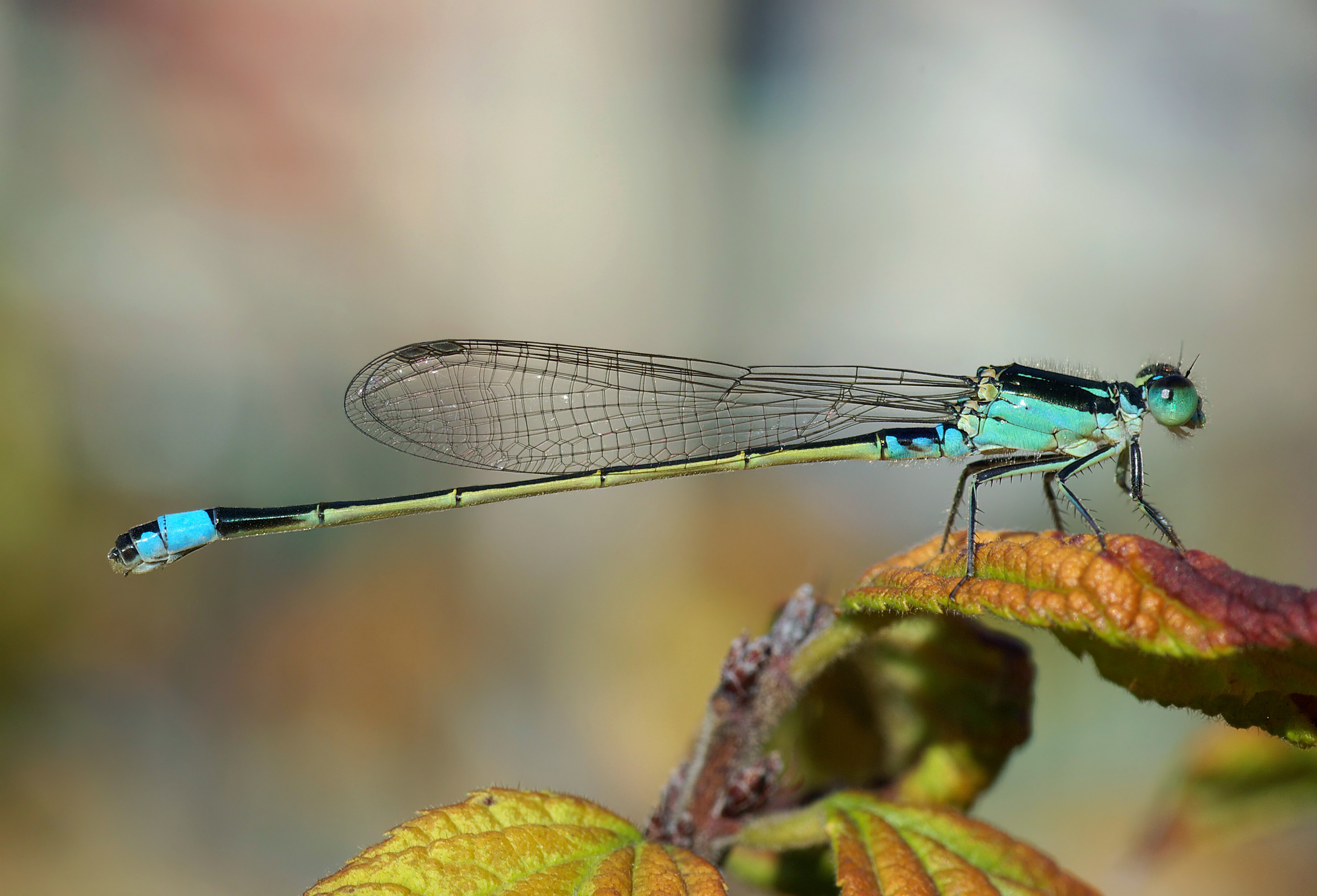
Ischnura senegalensis, libélula clasificada por Rambur.

Jules Pierre Rambur (21 de julio de 1801–10 de agosto de 1870) fue un entomólogo francés. Nacido en Chinon, estudió la fauna de Córcega y Andalucía. Miembro de la Société entomologique de France, fue autor de Histoire Naturelle des insectes (1842). Murió en Ginebra.

## Abreviatura (zoología)
La abreviatura Rambur  se emplea para indicar a Jules Pierre Rambur como autoridad en la descripción y taxonomía en zoología.

## Publicaciones
- Catalogue des lépidoptères insectes Néuroptères de l’île de Corse (1832)
- Faune entomologique de l’Andalousie (dos volúmenes, 1837-1840)
- Histoire naturelle des insectes( part of the Suites à Buffon, 1842)
- Catalogue systématique des Lépidoptères de l’Andalousie (1858-1866).